# Anouchka en de goochelaar
Anouchka en de goochelaar is een hoorspel van Peter van Gestel. De NCRV zond het uit op vrijdag 19 januari 1968, met muzikale medewerking van Ru van Veen. De regisseur was Johan Wolder. De uitzending duurde 34 minuten.

## Rolbezetting
- Cocki Boonstra (Laura)
- Fé Sciarone (Myra, haar moeder)
- Jan Borkus (Simon, de goochelaar)
- Gerrie Mantel (Elsje, het dienstmeisje)

## Inhoud
Mensen die lijden onder een sterk minderwaardigheidsgevoel vluchten gemakkelijk weg in dagdromen. Daarin ligt de wereld aan hun voeten. Zij zijn belangrijk, iedereen ziet naar ze op, zij hebben het voor het zeggen. Maar als zij weer ontwaken, is de wereld om hen heen triester dan ooit. In dit hoorspel gaat er voor Anouchka een schijnwereld open in de gestalte van een goochelaar die ‘s avonds laat aan haar huis aanbelt. Hij is met zijn auto gestrand in een greppel en kan niet verder. Hij vraagt wat water om zich schoon te wassen en wil opbellen. Met hem komt er ineens een andere wereld in dit eenzame huis in het bos, waar Anouchka met haar nog jonge moeder woont. Zij en haar moeder vormen een merkwaardig paar. Zij schijnen slechts voor elkaar te leven. Anouchka krijgt al twintig jaar pianoles van haar moeder, maar zij raakt nooit uitgestudeerd. Eentonig glijden de jaren voorbij. Anouchka wordt door haar moeder nog steeds met deze troetelnaam uit haar kinderjaren aangesproken, terwijl ze in werkelijkheid Laura heet. En deze Laura komt af en toe in opstand tegen haar lot van uitgesloten zijn. De komst van deze vreemde man schijnt ineens een nieuwe wereld voor haar te ontsluiten, maar het blijkt toch niet meer dan een dagdroom te zijn en moedeloos zal zij weer terugzinken in de kleurloze sleur van alledag…